# Milkytracker

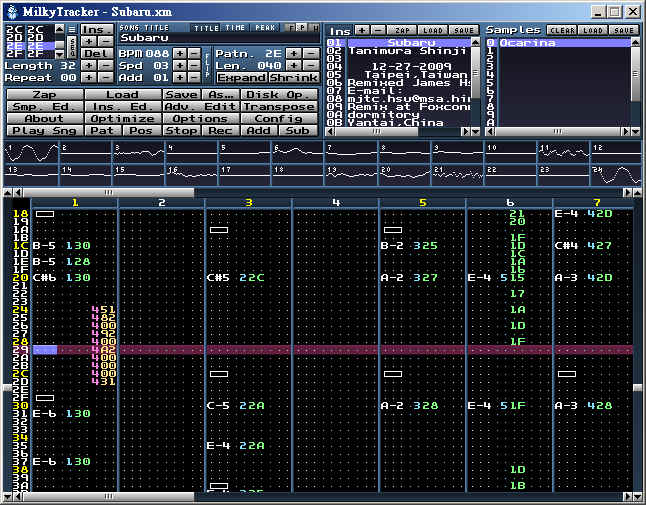
Milkytracker Main Page

## Milkytracker

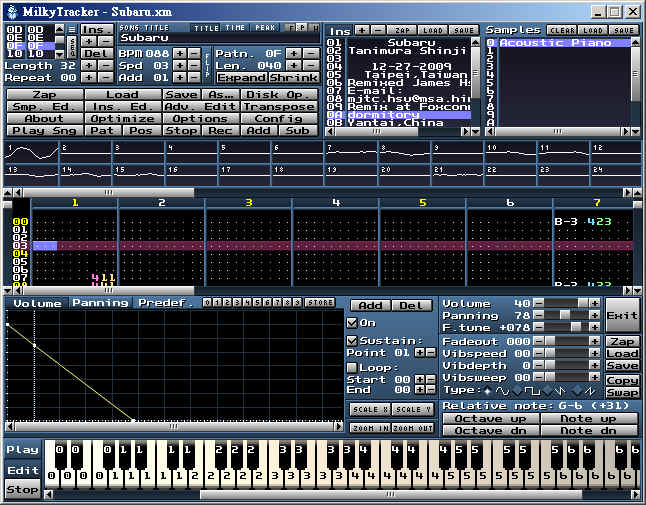
Milkytracker Instrument Page

Milkytracker是一個可播放電腦音樂檔MOD並編曲的程式。 Tracker是一種編曲播放程式的泛稱，另外，俗稱的Player則只能播放，不能編曲。
最早的電腦遊戲在一台Amiga的電腦開始。 除了遊戲之外，遊戲的背景音樂也造就了電腦音樂這個產物。 當時的音樂檔用。MOD作為副檔名，延伸至今。 MOD只提供4行數位音軌，後來有些工程師作了改良，數位音軌也變得更多 (32或64)。 曾經，有ScreamTracker流行過一陣子，編曲的副檔名為。S3M，後來又有Fast Tracker II (副檔名為。XM) 以及Impulse Tracker (副檔名為。IT)，這些S3M，XM，IT都泛稱為MOD音樂。 不過，上述Tracker都只能在DOS下執行。 後來Milkytracker出現，支援到XP，Vista，Win7。 Milkytracker 畫面第一次執行解析度為640x480，透過菜單Congfig，-> Layout可變換至1280x1024。 Milkytracker可相容地播放 MOD，S3M，XM檔案，但不能播IT。 
還有更炫的第三代 Renoise播放程式，突破畫面解析640x480的限制，不過播放某些XM效果時，因不相容可能會失誤。
MOD在90年代音效卡流行時風光了一陣子。 當時，加拿大Advanced Gravis公司出了一片很有名的UltraSound音效卡(或稱GUS)，提供作曲家32數位音軌的作曲功能，造成很大的轟動。
談到電腦遊戲，電腦遊戲一般由三種人構成，一是 Programmer(寫程式的)，二是Musician(創作背景MOD音樂的)，三是Artist(動畫畫面製作)。 而在成為電腦遊戲工程師之前，歐美的很多在學的年輕學生，則透過參加Demoscene比賽來較量他們的實力。 
Demoscene活動一直很頻繁 (最有名的是Assembly或Breakpoint)，Demoscene是一個私辦的比賽活動。 在挪威，荷蘭，芬蘭，每年都有類似的比賽，幾百組人參賽，每一參賽小組寫一個64K以內的Demo 程式，有動畫，有音樂，有主題，第一名獲獎者就透過網路揚名全世界。 如Future Crew這一組team，1993年的第一名作品 2nd Reality (YouTube上找得到)，其中作曲家綽號 Purple Motion和 Skaven，其作品至今被下載不計其數。 後來，又出了Final Reality的Demo，曾被業界當做顯卡的Benchmark測試程式。
聽MIDI無法原音重現，但聽MOD可以。 原因是MOD檔案除了存放音符外，還把樂器的音色也放進去。 如果你不滿意自己的樂器，甚至可以很簡單的借用他人的樂器音色來編曲或作曲。 MOD可說是窮人作曲家最便宜的作曲機器，不需買貴重的MIDI鍵盤，只要一台PC，即可編出曲子。 
Milkytracker 是一個開放原始程式碼的免費軟件，無論PC或Mac都可播放。 有志於遊戲軟件開發的人可參考它的原始程式碼。 它支援 :
- Mac OSX Universal
- Ubuntu (限於 Ubuntu 9.10 Karmic Koala)
- Microsoft Windows (NT, 200x, XP, Vista & 7)

還有其他下列版本的發行 :
- ArchLinux User-community Repository
- Debian
- Enlisy
- FreeBSD
- Gentoo
- OpenBSD
- pkgsrc (multiplatform, native to NetBSD and DragonflyBSD)
- SUSE
- Ubuntu (v0.90.85 @ Launchpad)

舊版本支援 (0.90.80): 
- AmigaOS 4

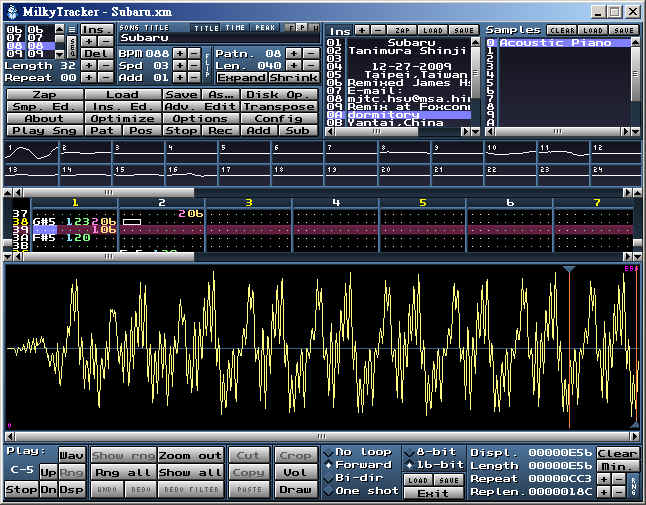
Milkytracker Instrument Sample Page

- Mac OS X Universal (G3 compatible version)
- Microsoft Windows ANSI (9x & Me)
- Microsoft Windows CE/Mobile (ARM, MIPS, x86)
- Microsoft Windows Unicode (NT, 200x, XP & Vista)

## 受支持的MOD音樂副檔名格式
- 669 (Composer 669，Unis 669)
- MOD（15和31个乐器）
- MED (OctaMed)
- MTM（MultiTracker Module编辑器）
- OKT (Amiga Oktalyzer)
- S3M（Scream Tracker）
- STM（Scream Tracker）
- STX (Scream Tracker Music Interface Kit)

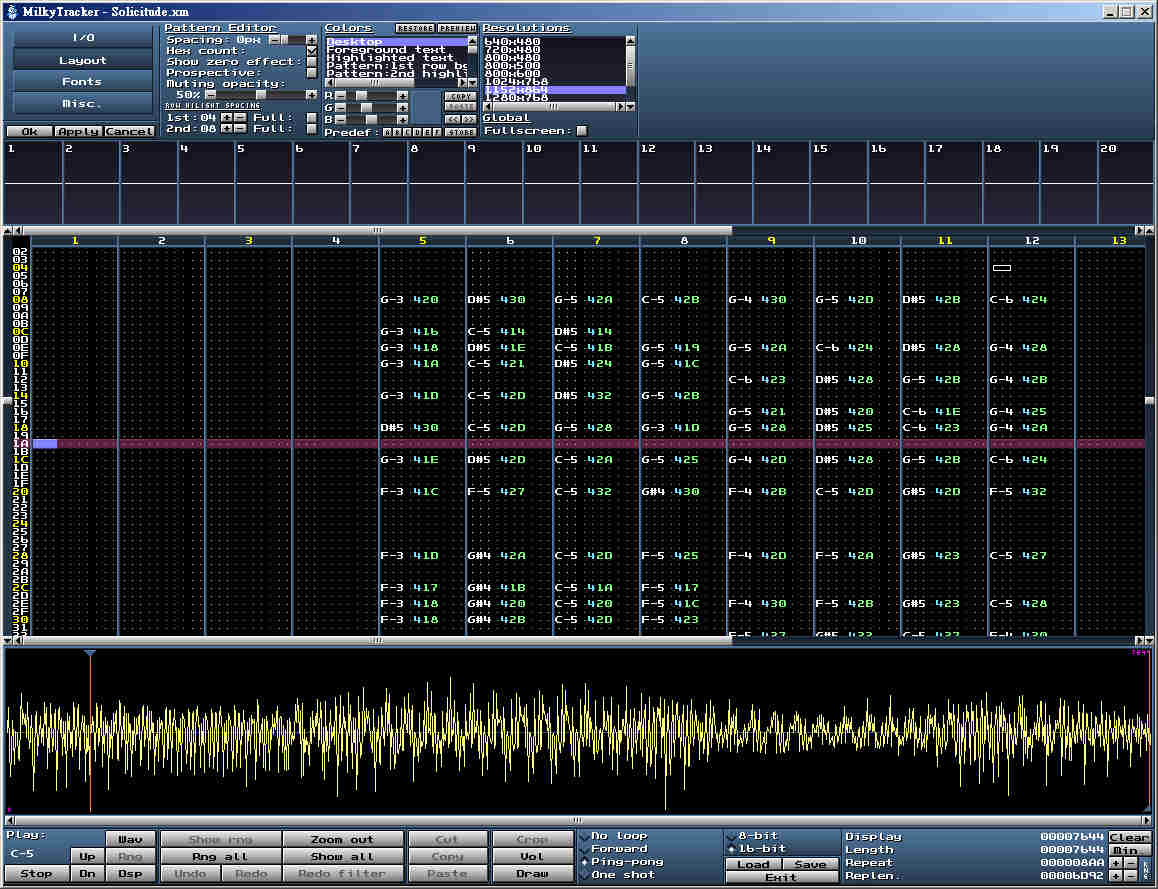
Milkytracker 1152x864

- ULT（Ultra Tracker）
- UNI（MikMod内部格式）
- XM（FastTracker）

## Ins. Ed. 選項
音學上來說，高八度的Do頻率是低八度的Do 的2倍。 以鋼琴上每一度內7個白鍵加上5個黑鍵，總共12個鍵，用數學上2開12分之一根號，只要錄一個音 (如低八度的Do)，其他11個音頻就可以用公式算出來。
你也可以只錄一個音，然後將大鍵盤上的61或88個鍵盤音都依這一個音來計算產生，但此法容易失真。 一般可將88個鍵分段錄5或6個基礎音來保持不失真。
Instrument Page圖示了大鋼琴(Acoustic Piano) C2，C#2，D2，D#2，E2，F2，F#2 這7個低音鍵共用的一個音色(sample 0)。 大鋼琴(Acoustic Piano) 共錄製取樣了7個音色samples (0,1,2,3,4,5,6或 Wav檔)，可在Instrument圖的64個鍵上區分出7段與每一分段對應的一個音色。
當然，用甚麼頻率去錄一個音也有技術。 說到音色錄製，中央 Do (C5) 頻率為 16。7KHz，以何種適合頻率去錄製不同音度的 WAV 檔，可講上一篇文章。 另舉一例以 Grand Piano而言，5 個音色當樣本 : 
1. 用 22。375KHz (F5 的基本頻率) 來取樣 C4 (Do)音，並在 "Ins。 Ed" 內設定 Relative Note (to C4) 為 F5。
2. 用 22。375KHz 來取樣 C5 (Do) 音，並在 "Ins。 Ed" 內設定 Relative Note (to C4) 為 F4。
3. 用 22。375KHz 來取樣 C6 (Do) 音，並在 "Ins。 Ed" 內設定 Relative Note (to C4) 為 F3。
4. 用 22。375KHz 來取樣 C3 (Do) 音，並在 "Ins。 Ed" 內設定Relative Note (to C4) 為 F6。
5. 用 22。375KHz 來取樣 C2 (Do) 音，並在 "Ins。 Ed" 內設定 Relative Note (to C4) 為 F7。

上述會得到5個Wave(或Sample)檔，將可用來構成1支 Milkytracker的。XI (樂器)檔。 任何聲音都可當成樂器，如鐘聲,蟲鳴鳥叫聲,流水聲,一段對話，只要錄成一個Wave檔，就是一支樂器。 透過INS菜單上的SAVE鍵，可把這支樂器檔存到硬盤(副檔名。XI) ，透過LOAD鍵，也可把別人的樂器檔借用到你的作品內。 
電子鍵盤處理DRUM樂器是較特殊的例子。 DRUM樂器都是單一音色，對General MIDI而言，DRUM樂器號碼 :
35 = Kick1 對應B2鍵
36 = Kick2 對應C3鍵
41 = Tomlo2對應F3鍵。。。 如一首樂曲含15支DRUM樂器，我們可用一個INST (。XI)檔，包容15個Sample (。WAV)檔來詮釋它。
另外，Volume設定樂器演奏時各時段的音量(Fade in，Sustain，Decay，Fade out)。
Panning的設定有其技巧,在交響樂團演奏中,鋼琴與小提琴位於左邊,設定從左邊喇叭出音。 中大提琴位於右邊,設定從右邊喇叭出音。 

## Sample Ed. 選項
每一支樂器(Instrument)可由1個或多個音色(sample)組成。
音色(sample)波形圖上兩條紅色區間決定尾音的4種環繞方式 - No Loop，Forward Loop，Bi-Directional，One Shot。 
可在波形圖上取段，然後按Show rng放大。 適當調整(+,-)兩條紅線位置，在Loop時接縫不致有爆音發生。